# Matthias Buxhofer
Matthias Buxhofer (* 30. September 1973 in Feldkirch) ist ein ehemaliger österreichischer Radrennfahrer und mehrfacher Staatsmeister (1992, 2016), der später als Duathlet und Triathlet aktiv ist.

## Karriere
Buxhofer begann seine Radsport-Laufbahn im Querfeldein-Bereich, wo er sich rasch zu einem der besten Fahrer Österreichs entwickelte. 1993 und im folgenden Jahr holte er jeweils Bronze bei den Staatsmeisterschaften, 1995 und 1996 wurde er Vizestaatsmeister seines Landes hinter Dietmar Stari. Danach folgte ein weiterer dritter Platz, bevor er den Cross-Sport zugunsten seiner Straßen-Karriere aufgab. Siege im Querfeldein hatte er unter anderem beim Cyclocross von Steyr 1996 gefeiert.
Neben seiner Cross-Laufbahn war Buxhofer auch auf der Straße zunächst als Amateur aktiv.
Bereits als 19-Jähriger wurde er 1992 Staatsmeister im 100-km-Mannschaftszeitfahren. Im Jahr 1994 gewann er den Prolog der Österreich-Rundfahrt, in der folgenden Saison wurde er dort Dritter und entschied die vierte Etappe für sich. Auch 1996 konnte er einen dritten Etappenplatz bei seinem Heimrennen herausfahren. Vordere Platzierungen erreichte er als Amateur auch bei einigen Kriterien, so siegte er beispielsweise beim Rundstreckenrennen in Altheim (Oberösterreich) 1995 oder wurde Dritter beim Memorial Peter Dittrich zwei Jahre darauf. Mit dem dritten Rang in der Gesamtwertung des Rennens Wien-Rabenstein-Gresten-Wien im Mai 1997 empfahl er sich für einen Stagiaire-Vertrag bei der italienischen Profi-Mannschaft Scrigno-Gaerne, die ihn allerdings nach Ende der Saison nicht weiter beschäftigte.
Somit blieb Buxhofer im Amateurlager, wo er 1998 seine bislang erfolgreichste Straßen-Saison fuhr. Siege gab es in der Gesamtwertung der Istrian Spring Trophy in Kroatien, bei den Völkermarkter Radsporttagen und dem Kettler-Classic Südkärnten. Weitere Podestplatzierungen gelangen dem Österreicher beim GP Puch in Slowenien, beim Memorial Peter Dittrich, der OBV Classic und erneut bei Wien-Rabenstein-Gresten-Wien. In der Folgesaison war er beim Laventhaler Straßenrennen erfolgreich und siegte bei den Lavanttaler Radsporttagen. Er gewann die Jahreswertung der Amateure in Österreich (Österreichischer Jahrescup). Dank dieser Ergebnisse erhielt er erneut einen Stagiaire-Vertrag am Ende des Jahres, dieses Mal beim Post Swiss Team.
Zur Saison 2000 schaffte Buxhofer dann den Sprung ins Profi-Lager und wechselte zum neugegründeten Schweizer Rennstall Phonak Hearing Systems. Hier war er eines der erfolgreichsten Teammitglieder und gewann den Grand Prix Vorarlberg in seiner österreichischen Heimat sowie die Wartenberg-Rundfahrt. Ein weiterer Erfolg war der erste Platz im Sprintklassement der Tour de Suisse, dem größten Rennen, an dem Phonak 2000 teilnahm. Insgesamt elf weitere Top-Ten-Plätze fuhr Buxhofer für die Mannschaft ein, unter anderem einen siebten Rang in der Gesamtwertung der Deutschland Tour.

Ende September wurde er dann für die österreichische Auswahl für die Olympischen Spiele in Sydney berufen, wo er als 51. im Straßenrennen den Zielstrich überquerte.
Auch im Jahr 2001 blieb Buxhofer erfolgreich und gewann eine Etappe der Deutschland Tour. Bei der Niedersachsen-Rundfahrt belegte er den dritten Platz. Acht weitere Rennen beendete er unter den besten Zehn. Als sich das Team Phonak zur Saison 2002 unter anderem mit dem früheren Weltmeister Oscar Camenzind verstärkte und deshalb auch zu großen internationalen Rennen eingeladen wurde, war Buxhofer meist als Helfer für die neuverpflichteten Kapitäne im Einsatz, was ihn aber nicht an einigen eigenen guten Resultaten hinderte. Im Mai berief Phonak den Österreicher dann in den Kader für den Giro d’Italia, welcher die erste Grand Tour für das Team und auch für Buxhofer darstellte. Gleich im Prolog im niederländischen Groningen konnte er mit einem vierten Platz auf sich aufmerksam machen. Auf der 12. Etappe befand er sich mit seinem Mannschaftskameraden Bert Grabsch in einer erfolgreichen Ausreißergruppe und belegte den fünften Tagesrang. Das Ziel in Mailand erreichte er schließlich als 55. der Gesamtwertung. Im Juni errang Buxhofer bei den österreichischen Staatsmeisterschaften die Bronzemedaille im Einzelzeitfahren.

### Doping und Rückkehr in den Radsport 2002
Am 15. August 2002 wurde Buxhofer während der Dänemark-Rundfahrt positiv auf Norandrosteron getestet und daraufhin von Phonak entlassen. Beim Versuch, seine Unschuld zu beweisen, unterlag er und wurde für zwei Jahre gesperrt.
Nach Ablauf seiner Sperre kehrte der Österreicher im August 2004 in den Radsport zurück und fuhr zunächst als Stagiaire und dann als Halbprofi für das Team Volksbank-Ideal Leingruber, während er zugleich eine Ausbildung als Polizist absolvierte. Bei einigen Kriterien gelang ihm noch einmal der Sprung aufs Podium. Nach der Saison 2006 beendete er seine Laufbahn als Berufsrennfahrer, bestritt aber weiterhin Radrennen als Amateur.

### Triathlon seit 2007
Nach dem Ende seiner Radprofi-Laufbahn widmete sich Matthias Buxhofer dem Triathlon-Sport. 2007 wurde er Zweiter in seiner Altersklasse bei der Ironman 70.3 World Championships, 2008 Dritter in der Amateur-Klasse beim Ironman in Sankt Pölten und Vorarlberger Landesmeister im Triathlon und Duathlon.
Durch seine Bronzemedaille bei der Ironman European Championship in Frankfurt 2009 qualifizierte er sich für den Ironman Hawaii. Bei seiner ersten Teilnahme am Ironman Hawaii wurde er Zehnter in der Altersklasse M35.
Im Mai 2011 gewann er den Linz-Triathlon.
Seit Juni 2013 ist er mit der Triathletin Sabine Kempter (* 1979) verheiratet und die beiden haben einen Sohn.
Beim Ironman Hawaii 2013 wurde er im Oktober als bester Österreicher Vizeweltmeister in seiner Altersklasse.

## Sportliche Erfolge

### Radsport
| Querfeldein | Querfeldein                       | Querfeldein                                                |
| ----------- | --------------------------------- | ---------------------------------------------------------- |
| 1993        | Bronzemedaille                    | Österreichische Staatsmeisterschaften                      |
| 1994        | Bronzemedaille                    | Österreichische Staatsmeisterschaften                      |
| 1995        | Silbermedaille                    | Österreichische Staatsmeisterschaften                      |
| 1995        | Bronzemedaille                    | Österreichische Staatsmeisterschaften                      |
| 1996        | Bronzemedaille                    | Österreichische Staatsmeisterschaften                      |
| 1996        | Goldmedaille                      | Steyrer Cyclocross                                         |
| 1997        | Bronzemedaille                    | Österreichische Staatsmeisterschaften                      |
| Straße      |                                   |                                                            |
| 1992        | Goldmedaille                      | Österreichischer Staatsmeister (4er-Mannschaftszeitfahren) |
| 1994        | Goldmedaille                      | Prolog der Österreich-Rundfahrt                            |
| 1995        | Goldmedaille                      | 4. Etappe der Österreich-Rundfahrt                         |
| 1998        | Goldmedaille                      | Istrian Spring Trophy                                      |
| 2000        | Goldmedaille                      | Grand Prix Vorarlberg                                      |
| 2000        | Goldmedaille                      | Wartenberg-Rundfahrt                                       |
| 2000        | Goldmedaille                      | Sprintwertung der Tour de Suisse                           |
| 2000        | Teilnehmer der Olympischen Spiele |                                                            |
| 2001        | Goldmedaille                      | 5. Etappe der Deutschland Tour                             |
| 2002        | Bronzemedaille                    | Österreichische Staatsmeisterschaften im Einzelzeitfahren  |

### Triathlon und Duathlon
| Datum/Jahr    | Rang | Wettbewerb                                           | Austragungsort | Zeit       | Bemerkung                                                                                         |
| ------------- | ---- | ---------------------------------------------------- | -------------- | ---------- | ------------------------------------------------------------------------------------------------- |
| 21. Juni 2016 | 2    | Triathlon Lauingen                                   | Lauingen       | 03:58:18   | Zweiter hinter Christian Brader                                                                   |
| 24. Aug. 2014 | 19   | Triathlon de Lausanne                                | Lausanne       | 02:12:29,9 | auf der olympischen Distanz 3. Rang in der Klasse M35-44                                          |
| 10. Aug. 2014 | 13   | USPE Europäische Polizeimeisterschaften im Triathlon | Bremen         | 01:59:55   | auf der olympischen Distanz (1,5 km Schwimmen, 40 km Radfahren und 10 km Laufen)                  |
| 12. Okt. 2013 | 47   | Ironman Hawaii                                       | Hawaii         | 09:00:41   | Bester Österreicher und Zweiter in der Altersklasse M40                                           |
| 25. Aug. 2013 | 4    | Trans Vorarlberg Triathlon                           | Bregenz        | 04:19:25   | Vorarlberger Landesmeister auf der Mitteldistanz                                                  |
| 20. Juli 2013 | 7    | Allgäu Triathlon                                     | Immenstadt     | 04:11:38   | bei der Allgäu Classic Sieger der AK M40 (2 km Schwimmen, 80 km Radfahren und 20 km Laufen)       |
| 30. Juni 2013 | 21   | Ironman Austria                                      | Klagenfurt     | 08:48:07   | Zweitschnellster bei den Amateuren – hinter Urs Müller aus der Schweiz                            |
| 7. Juli 2012  | 2    | Steeltownman                                         | Linz           |            | Zweiter hinter Christian Birngruber                                                               |
| 19. Mai 2012  | 3    | Linz-Triathlon                                       | Linz           | 04:07:18   | auf der Mitteldistanz (1,9 km Schwimmen, 90 km Radfahren und 21,1 km Laufen)                      |
| 4. Dez. 2011  | 17   | Ironman 70.3 Asia Pacific                            | Phuket         | 04:18:44   |                                                                                                   |
| 28. Aug. 2011 | 11   | Ironman Canada                                       | Penticton      | 09:12:10   |                                                                                                   |
| 23. Juli 2011 | 2    | Allgäu Triathlon                                     | Immenstadt     |            | Zweiter beim Allgäu-Classic                                                                       |
| 14. Mai 2011  | 1    | Linz-Triathlon                                       | Linz           | 04:07:15   | Sieger auf der Mitteldistanz                                                                      |
| 10. Okt. 2009 | 77   | Ironman Hawaii                                       | Hawaii         | 09:23:24   | 10. Rang in der Altersklasse M35                                                                  |
| 5. Juli 2009  | 19   | Ironman Germany                                      | Frankfurt      | 08:48:43,7 | Dritter in der Altersklasse M35 – und damit qualifiziert für einen Startplatz beim Ironman Hawaii |
| 10. Nov. 2007 | 8    | Ironman 70.3 World Championships                     | Clearwater     | 04:02:31   | Buxhofer wird Zweiter in der Altersklasse M30-34                                                  |
| 24. Juni 2007 | 21   | Ironman 70.3 Switzerland                             | Rapperswil     | 04:11:37   |                                                                                                   |

| Datum/Jahr    | Rang | Wettbewerb                                       | Austragungsort | Zeit       | Bemerkung                                                                                        |
| ------------- | ---- | ------------------------------------------------ | -------------- | ---------- | ------------------------------------------------------------------------------------------------ |
| 1. Mai 2015   | 1    | Bludenz Duathlon                                 | Bludenz        | 01:05:11,3 | Vorarlberger Duathlon-Landesmeister                                                              |
| 17. Apr. 2016 | 1    | Österreichische Meisterschaften Duathlon Masters | Parndorf       | 01:52:03   | 10 km Laufen, 40 km Radfahren und 5 km Laufen                                                    |
| 3. Mai 2015   | 1    | Bludenz Duathlon                                 | Bludenz        |            | Vorarlberger Duathlon-Landesmeister                                                              |
| 26. Apr. 2015 | 10   | Rheintal Duathlon                                | Marbach        | 00:51:50   |                                                                                                  |
| 5. Mai 2013   | 1    | Bludenz Duathlon                                 | Bludenz        | 01:02:25,8 | Vorarlberger Duathlon-Landesmeister                                                              |
| 28. Apr. 2013 | 2    | Rheintal Duathlon                                | Marbach        | 00:51:01   |                                                                                                  |
| 29. Apr. 2012 | 2    | Rheintal Duathlon                                | Marbach        | 00:52:10   | Zweiter hinter dem Schweizer Ronnie Schildknecht – und damit Vorarlberger Duathlon-Landesmeister |
| 25. Apr. 2011 | 3    | Rheintal Duathlon                                | Marbach        |            |                                                                                                  |

| Datum/Jahr    | Rang | Wettbewerb    | Austragungsort | Distanz      | Zeit     | Bemerkung |
| ------------- | ---- | ------------- | -------------- | ------------ | -------- | --------- |
| 25. Apr. 2011 | 5    | Bludenz läuft | Bludenz        | Halbmarathon | 01:14:40 |           |

(DNF – Did Not Finish)
2008
- Österreichischer Landesmeister Duathlon
- Österreichischer Landesmeister Triathlon